# Dürscheven
Dürscheven ist ein Stadtteil von Zülpich im Kreis Euskirchen in Nordrhein-Westfalen. Ortsvorsteher ist Siegbert Sievernich (Stand Juli 2017).

## Lage
Dürscheven liegt am südöstlichen Ortsrand des Stadtgebietes, angrenzend an das Stadtgebiet von Euskirchen. Nachbarorte sind Ülpenich, Enzen, Elsig und Frauenberg.

## Geschichte
Dürscheven ist vermutlich eine römische Besiedlung, worauf die älteste Ortsbezeichnung „Sceveno“ schließen lässt (Scaevola war ein römischer Anführer).
In einer Urkunde vom 19. September 1533 werden die Eheleute Daem von Scheven sowie Meichgen von Scheven zu Ellen als Ritter von Dürscheven bezeichnet. Der heutige Name Dürscheven bedeutet nach einer mittelalterlichen Bezeichnung „eine mit Dornengestrüpp bewachsene Gegend“.
Am 1. Juli 1969 wurde Dürscheven nach Zülpich eingemeindet.

## Baudenkmäler
- Kirche St. Gereon
- Pfarrhaus
- Neuenthaler Hof
- Mühlenhof
- Bahnhofsgebäude

## Kirche

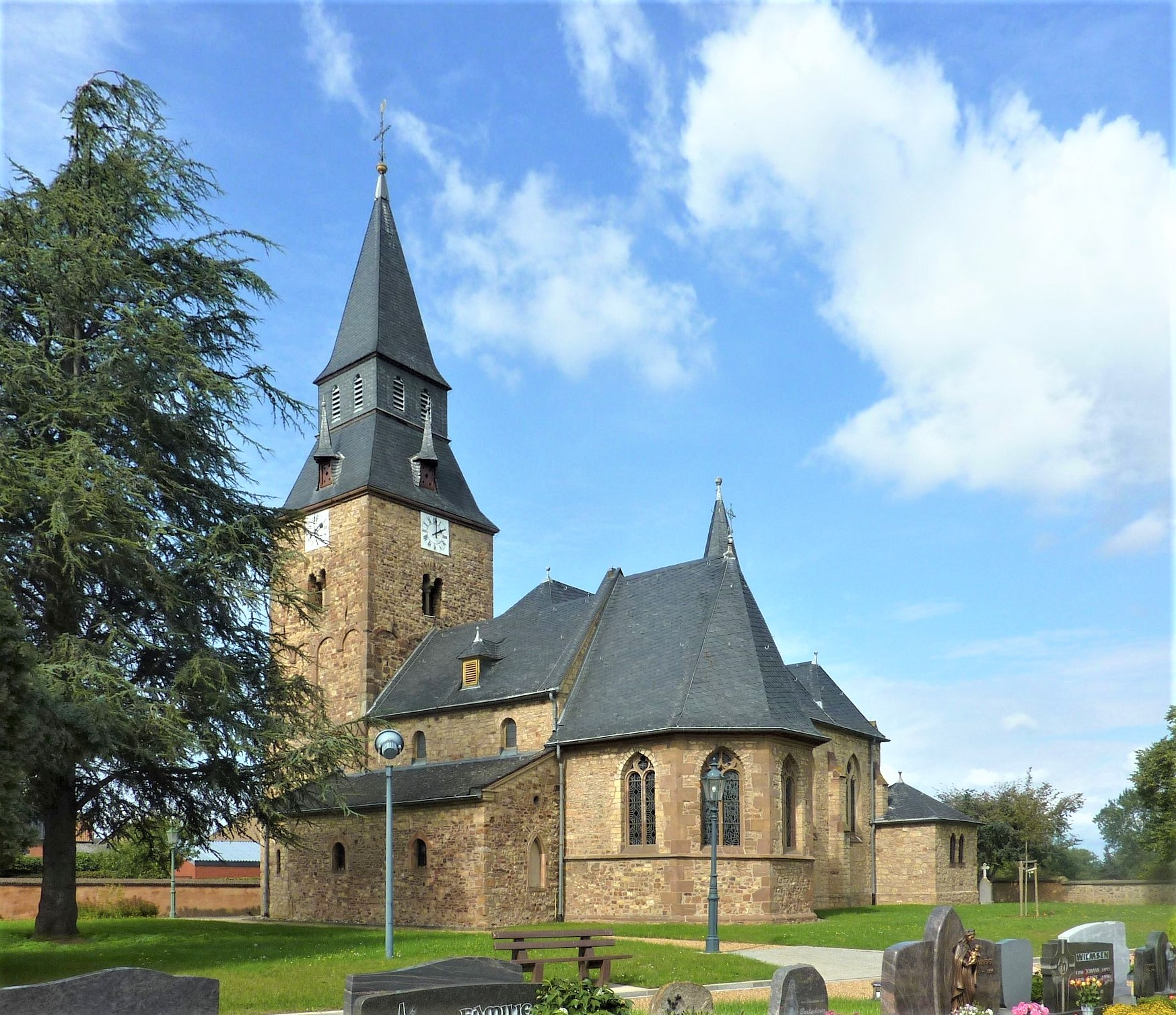
Kirche St. Gereon

Die ältesten Kirchenteile datieren aus dem 12. Jahrhundert. Im 16. Jahrhundert wurde ein zweischiffiger Bruchsteinbau mit dreiseitig geschlossenem Chor errichtet.

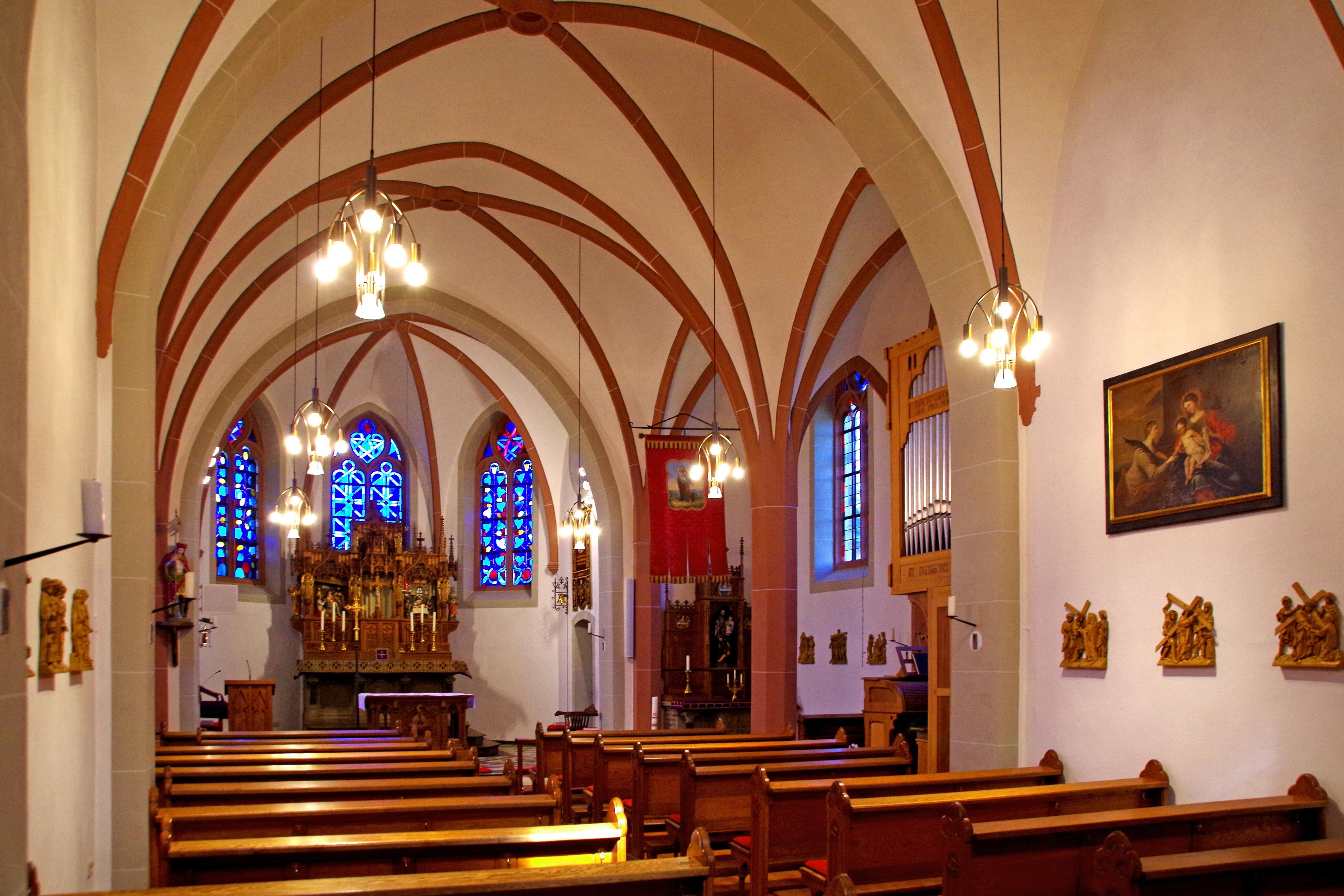
St. Gereon, Kirchenschiff
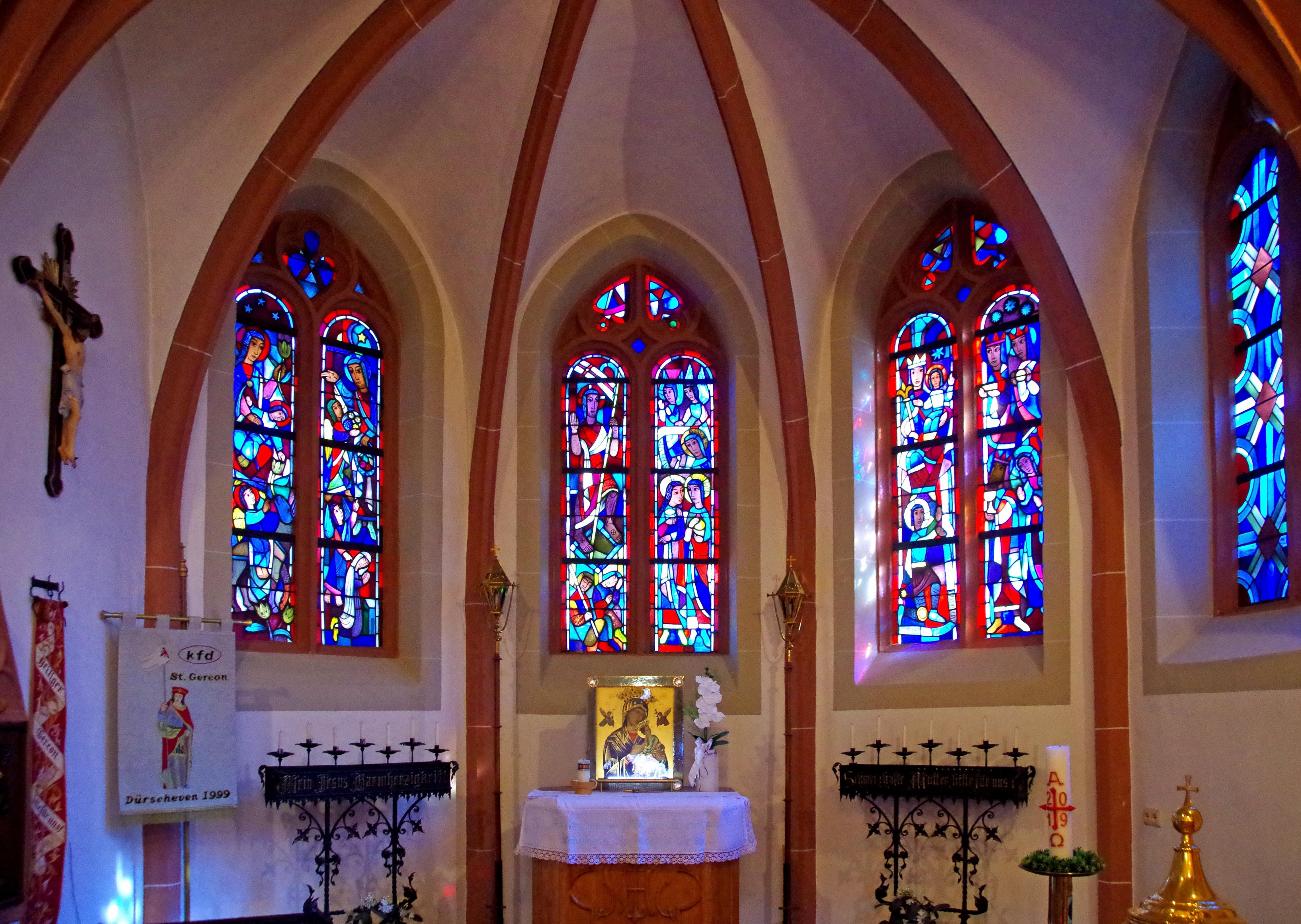
Alter Ostchor
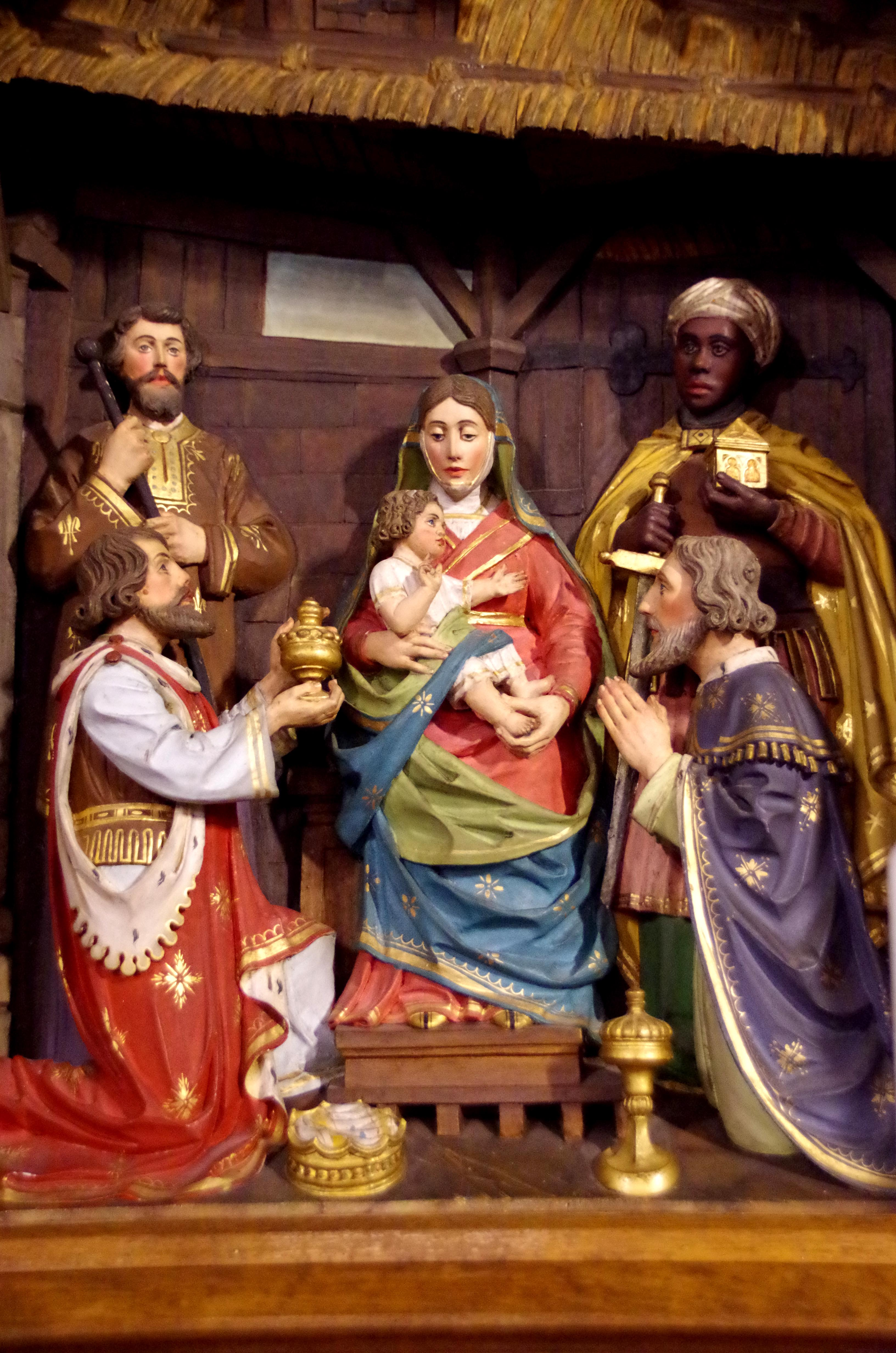
Anbetung der Könige
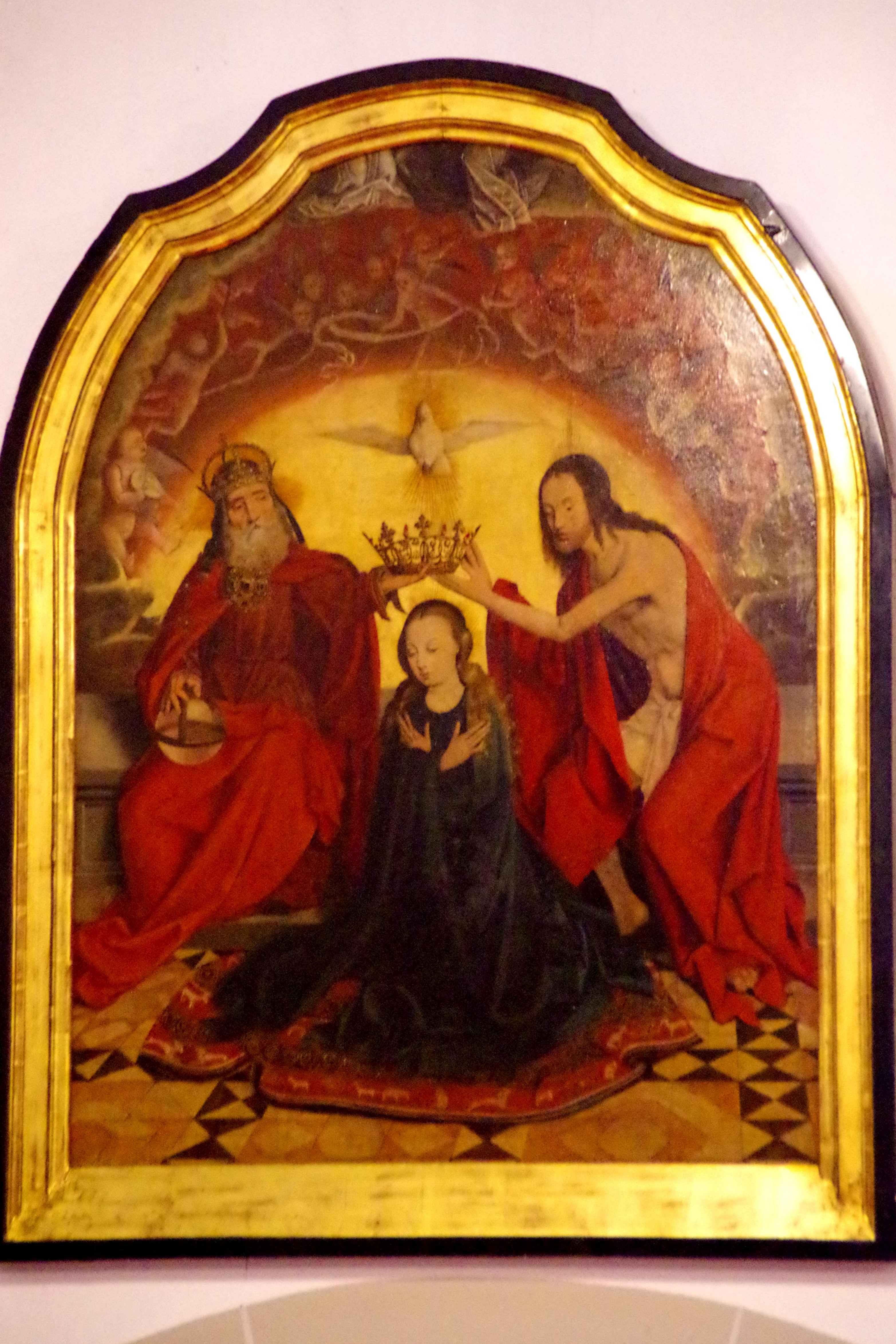
Marienkrönung, Kölner Meister
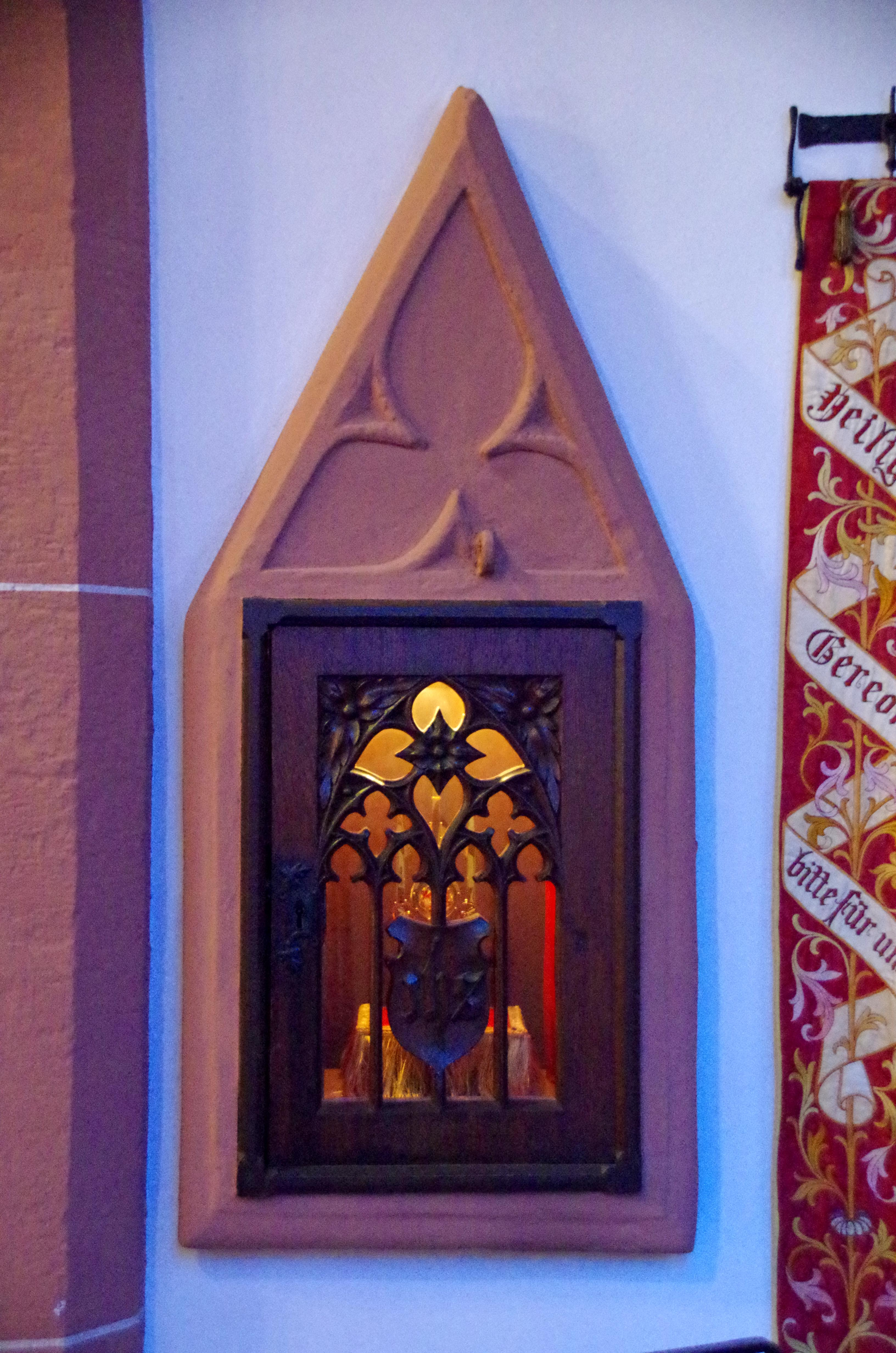
Gereon-Reliquiar
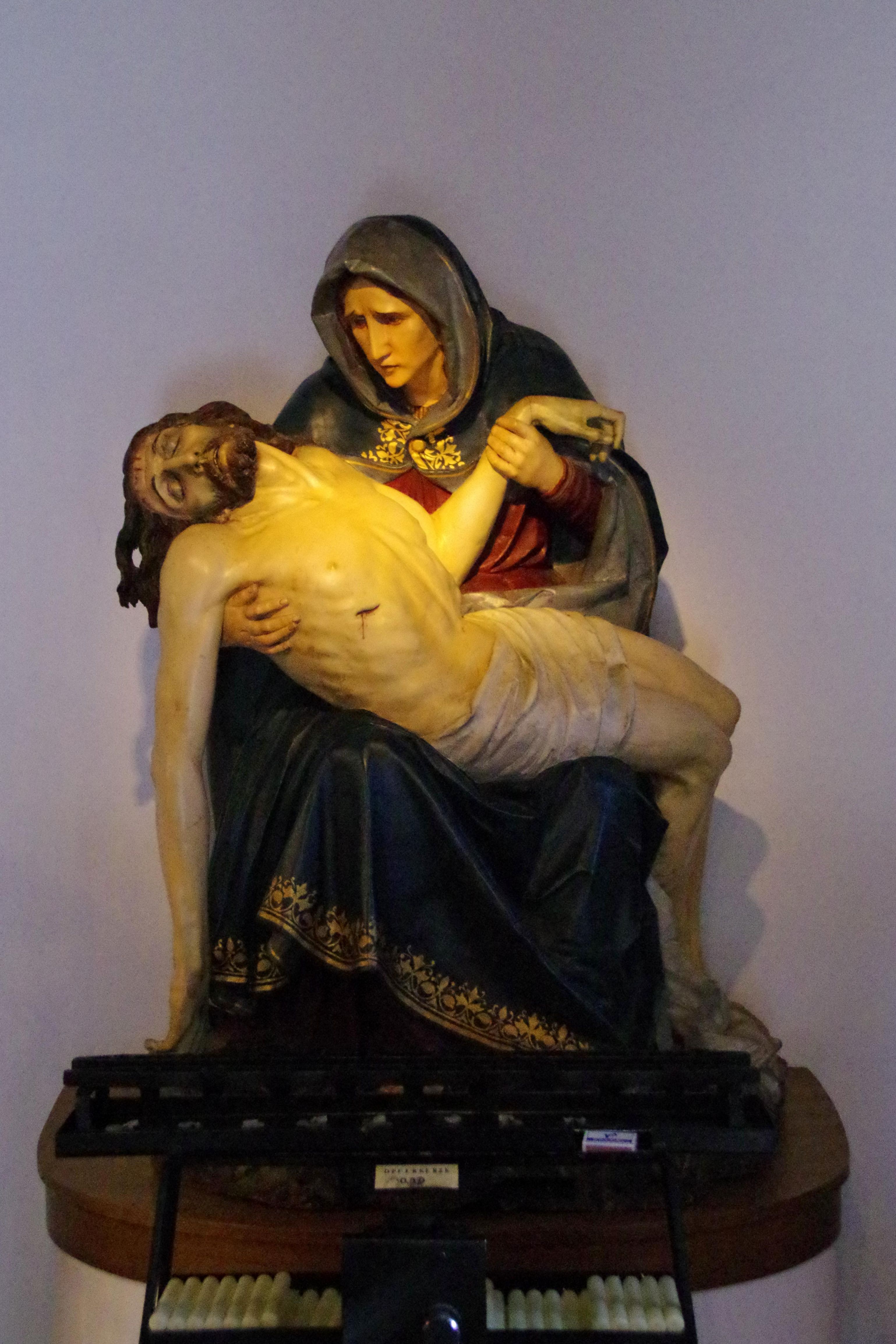
Pietà

## Verkehr
Direkt durch den Ort führt die Bundesstraße 56. Bis zur Stilllegung der Bahnlinie Düren - Euskirchen im Jahr 1983 hatte Dürscheven einen eigenen Bahnhof. Heute fährt hier die Bördebahn. Das Empfangsgebäude des Bahnhofs Dürscheven befindet sich heute in Privatbesitz. Deshalb wird der Haltepunkt von der Bördebahn derzeit nicht angefahren. Bei einer Reaktivierung der Bördebahn für den Personenverkehr muss ein neuer Haltepunkt gebaut werden. Am ehemaligen Bahnhof ist die frühere Zweigleisigkeit der Bördebahn zu erkennen; eine Brücke hat bis heute einen Gleisrest des zweiten Gleises.
Der Ort liegt im Verbundraum des Verkehrsverbundes Rhein-Sieg (VRS). Die Busse des Rurtalbus fahren mit der AVV-Linie 298 auf ihrer Strecke von Düren nach Euskirchen durch den Ort. Bis zum 31. Dezember 2019 wurde diese Linie vom BVR Busverkehr Rheinland bedient. Abends verkehren einzelne Fahrten des MiKE von Zülpich nach Enzen.
| Linie | Betreiber    | Verlauf |
| ----- | ------------ | --- |
| 298   | Rurtalbus    | Düren Bf/ZOB – StadtCenter – Gneisenaustraße – Binsfeld – Rommelsheim – Bubenheim – Jakobwüllesheim – Vettweiß – Froitzheim – (Ginnick ← Embken ← Juntersdorf ←) Füssenich – Geich – Zülpich Post – (Zülpich Bf –) Zülpich Frankengraben – (Adenauerpl./Schulzentr. –) (Nemmenich –) Ülpenich – (Enzen –) Dürscheven – Elsig – Euenheim – Euskirchen Berufskolleg – Euskirchen Bf |
| 889   | RVK/Kreis EU | MiKE / AST-Verkehr: (Füssenich – Geich –) Bessenich – Zülpich Bf – Zülpich Frankengraben (→ Nemmenich → Lüssem → Ülpenich → Dürscheven → Enzen) |